# Кириліна Ірина Яківна
І́рина Я́ківна Кири́ліна (25 березня 1953 , Дрезден  — 4 вересня 2017 , Київ ) — українська композиторка, музикознавиця. Заслужена діячка мистецтв України (1999). Член Національної спілки композиторів України (1980).

## Життєпис
Народилася 25 березня 1953 року в сім'ї радянського військовослужбовця на території Німецької Демократичної Республіки — у Дрездені. Закінчила Київське музичне училище ім. Р. Ґлієра (1972; клас теорії музики В. Подвали; брала уроки композиції у Р. Верещагіна), факультет композиції Київської консерваторії (1977; клас композиції М.Дремлюги). Відтоді — на творчій роботі. Від 1999 року — доцент кафедри естрадного співу Київського національного університету культури і мистецтв. Викладач фахових дисциплін «Сольний спів», «Аранжування та основи композиції», «Студійний практикум».

## Творчість
І. Кириліна не лише композиторка, але й аранжувальниця, авторка текстів та продюсерка. Її твори є в репертуарі Хору ім. Г. Г. Верьовки, капели «Думка», пісні виконували В. Білоножко, О. Білозір, А. Кудлай, Н. Матвієнко, П. Зібров, Л. Сандулеса, Т. Школьна, Р. Лоцман, А. Попова та ін. Як композитор-академіст брала участь у міжнародних форумах в Англії, Голландії, Польщі, Чехії, Югославії, Німеччині, Австралії, Японії, країнах СНД та ін.

### Стиль
Творчості притаманний ліризм. У академічній музиці надає перевагу камерним жанрам. Наприкінці 1980-х здобула популярність як авторка попмузики.

### Твори
- Моноопера «Три портрети» для мецо-сопрано й камерного оркестру (1987, слова Л. Костенко)
- Дитяча опера «Вовк-чарівник» (1993, лібрето Г. Аронова)
- Для симфонічного оркестру — Симфонія (1977), сюїта «Дивертисмент» (1978), Симфонієта для 13 струнних інструментів (1987)
- Для камерного оркестру — камерна симфонія «Zeifall» (1990)
- Для естрадно-симфонічного оркестру — «Концерт» (1987)
- Для оркестру народних інструментів — «Мелодія» (1994), «Жартівливі награвання» (1997)
- Квартет для саксофонів (1990)
- Соната для скрипки і фортепіано (1980)
- Камерні кантати: № 1 — «Із зоряного ковша» (1977, слова М. Цвєтаєвої), № 2 — «Приказки» (1978, на українські народні тексти), № 3 — «Знаки пам'яті» (1986, слова Н. Турбіної), № 4 — «Memoria» (1988, слова А. Ахматової), «Молитва» (1989, на канонічні тексти), «Розмите бачене» для чоловічих, дитячих хорів та органа (1992—1993, слова П. Мовчана)
- Для театру — рок-опера «Що у світі найсильніше?» (1982), рок-мюзикл «Герострати 20 ст.» (1986), музична трагедія «Оргія» (1987, за Лесею Українкою), лірична комедія «Леся Калина — славна дівчина» (за В. Канівцем), мюзикл «Бісеня з дискотеки» (за В. Ґольдфельдом; обидва — 1988)
- «Арія краси» для голосу і фортепіано (2002, слова З. Дикої)
- Пісні, хори, романси, обробки нар. пісень; музика для вистав.

Має фондові записи на Українському радіо і телебаченні. Опублікувала збірки пісень «Пісні» (1985), «Веселая песенка» (1986), «Мій комсомол» (1989), «Пісні для дітей» (1991; усі — Київ).
Популярні пісні:
- «Зраджене кохання» (музика і слова Ірини Кириліної) у виконанні Лілії Сандулесу

У 2015 р. видано збірку «Вибрані твори Ірини Кириліної» (упорядник Р. Лоцман), до якої увійшли найкращі пісні ранньої та сучасної творчості композитора.

## Громадська діяльність
Голова журі Міжнародного фестивалю «Зірки Симеїзу» (2003), член журі «Слов'янського базару» (Вітебськ, 1999) та деяких інших фестивалів.
Співзасновниця мистецького об'єднання «Народна філармонія» (2014).

## Нагороди, відзнаки
- 1988 — лавреатка Республіканської комсомольської премії ім. М. Островського;
- 1998 — гран-прі «Пісенного вернісажу»;
- 1999 — почесне звання «Заслужений діяч мистецтв України», Премія Президента України «Кращий композитор 1999 року»;
- Лавреатка низки міжнародних і всеукраїнських фестивалів і конкурсів.